# Orzechowo (powiat słupski)
Orzechowo (kaszb. Òrzechòwò, niem. Freichow) – osada letniskowa w północnej Polsce, położona w województwie pomorskim, w powiecie słupskim, w gminie Ustka, nad strugą Orzechową, od której nazwę wywodzi miejscowość. 
Osada wchodzi w skład sołectwa Przewłoka. Wieś znajduje się ok. 4 km na wschód od miasta Ustka.
W Orzechowie strumień Przewłoka łączy się ze strugą Orzechową.
W latach 1975–1998 miejscowość administracyjnie należała do województwa słupskiego.
W pobliżu miejscowości znajduje się Orzechowska Wydma.

## Nazwa
Nazwa jest tzw. chrztem nazewniczym. Ma charakter pseudotopograficzny. Powstała przez dodanie do nazwy pospolitej orzech formantu -owo. Niemiecka nazwa Freihof, odnotowana w źródłach po raz pierwszy w 1863, ma charakter kulturowy i powstała ze złożenia dwóch członów: przymiotnika frei „wolny” i nazwy pospolitej Hof „zagroda, folwark”.
Rada Języka Kaszubskiego proponuje kaszubską formę nazwy Òrzechòwò.